# Vitalis Norström

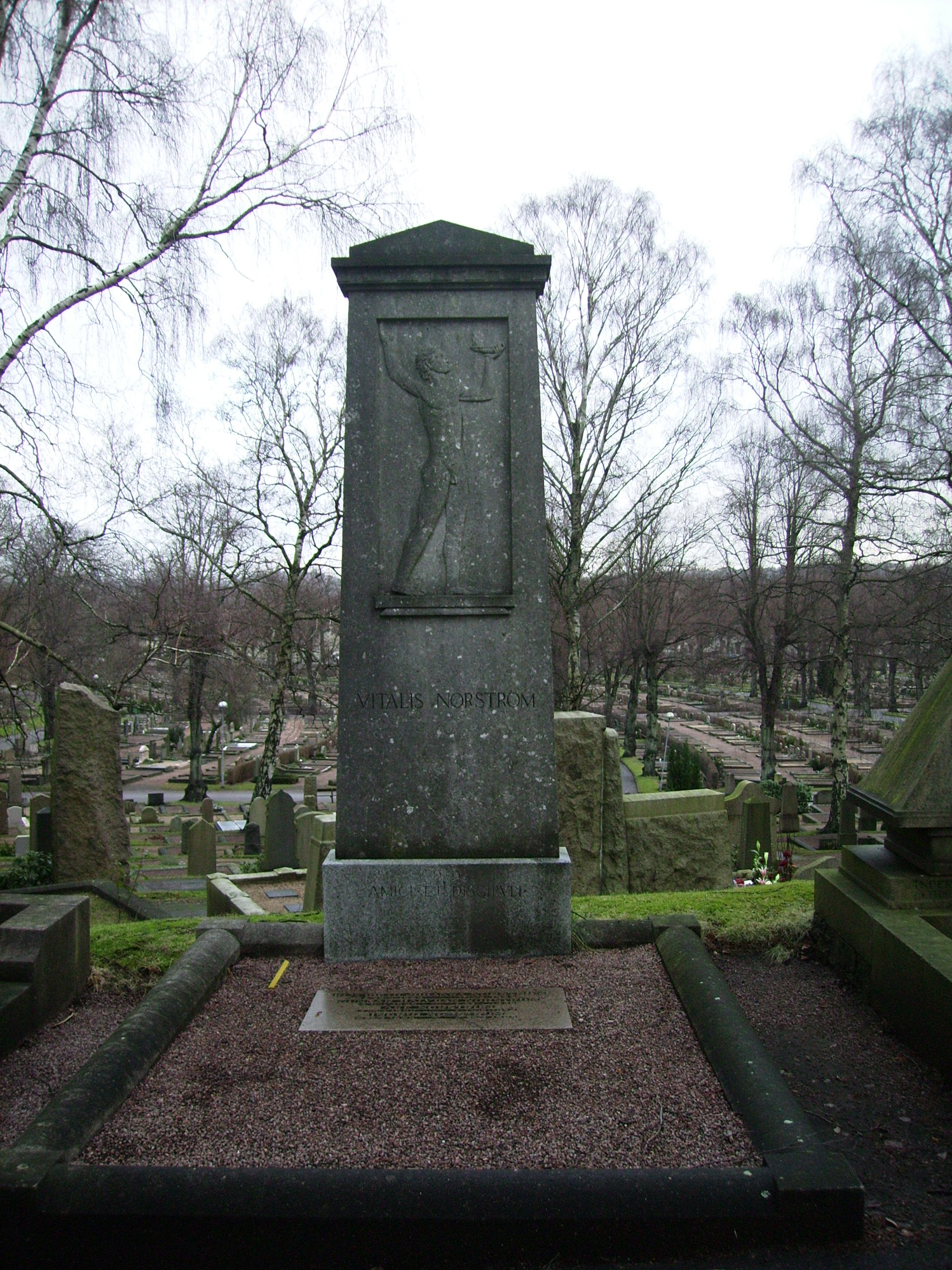
Vitalis Norströms gravvård på Östra kyrkogården i Göteborg.

Johan Vitalis Abraham Norström, född den 29 januari 1856 i Åmål, död den 29 november 1916 i Alingsås, var en svensk filosof och akademisk lärare. Han var ledamot av Svenska akademien från 1907.
Vitalis Norström var konservativ och som filosof påverkad av Christopher Jacob Boström, Erik Olof Burman, Immanuel Kant och Johann Gottlieb Fichte, samt motståndare till Herbert Spencer, Ellen Key, Hans Larsson, masskultur, socialism och demokrati.

## Utbildning och tidig karriär
Norström var son till andre lantmätaren Anders Norström och Johanna Charlotta Ljungberg. Norström blev 1873 student vid Uppsala universitet, 1877 filosofie kandidat, 1883 filosofie licentiat samt 1885 filosofie doktor och docent vid Uppsala universitet på avhandlingen Om den gifna verklighetens form. År 1891 gifte han sig med Elisabeth Johanna Anderson.  
Norström föreläste 1890 i Göteborg, blev sedan 1891 tillförordnad och 1893 ordinarie professor i filosofi vid högskolan där. Han blev 1893 ledamot av Kungliga Vetenskaps- och Vitterhetssamhället i Göteborg och valdes 1907 in i Svenska Akademien på stol nummer 18. Som sina andliga huvudintressen har Norström betecknat religionen, historien och logiken. Religionen framträder hos honom tidigt såväl från en mer panteistisk och naturalistisk oändlighetssida som i form av inre personligt trosliv, men i rationell fattning, som påverkas av Viktor Rydberg och morbrodern, lektor Nils Vilhelm Ljungberg. 

## Norströms tidiga utveckling
Inom historia var det de stora personligheterna som var betydelsefulla för honom, inte "folket". Detta tog sig i uttryck i en stark hjältedyrkan och en ödestragik. Under Norströms studietid i Uppsala var, utöver filosofi, den antika grekiska litteraturen och kulturen i centrum för hans intresse, och han inriktade sig framförallt på de stora tragöderna samt på Aristofanes och Thukydides. Av hans första filosofiska lärare gjorde Pontus Wikner genom sin personlighet starkast intryck på honom. Sigurd Ribbing påverkade Norström genom sitt logiska skarpsinne och sin eristik. Sahlin blev avgörande för  Norströms första filosofisk-vetenskapliga uppfattning, boströmianismen i den form den fått genom Sahlin. 
För utvecklingen av Norströms eget tänkande var i den sahlinska filosofin av särskild betydelse 1) åsikten att mångfald alltid innebär sin motsats, 2) visheten och humaniteten i Sahlins etik, 3) den sällsynt skarpsinniga utredningen av grundformerna i logiken samt slutligen 4) samhälls- och statslärans utrensning från den månghövdade personlighetshierarkin. Som litterärt uttryck för denna första filosofiska ståndpunkt kan nämnas Norströms doktorsavhandling. Den sahlinska filosofin betydde inte enbart det bästa vetenskapliga fördjupandet av boströmianismen, enligt Nordström, utan även en uppmaning att gå ännu längre. Trots sin kritiska hållning, gick Sahlin aldrig till en djupare granskning av Boströms metafysiska förutsättningar. Till en sådan drevs däremot Norström vid ett kritiskt uttänkande av konsekvenserna. 
Vägen gick då, under inflytande från Erik Olof Burman, tillbaka till Kant och Fichte, vilkas läror Norström under senare delen av 1880-talet självständigt analyserade. Själva källan till sin egen nya, antiintellektualistiska och antinaturalistiska filosofi träffade Norström därvid i Kants subjektivering av kunskapen till ett betraktelsesätt "als ob" samt i dennes och framför allt i Fichtes lära om det praktiska förnuftets primat.

## Studier i kunskapsteori
Vid sidan av studiet av den kritiska filosofin ägnade Norström ingående uppmärksamhet åt empirismen hos Herbert Spencer, vars etik han gjort till föremål för kritisk undersökning i avhandlingen Grunddragen af H. Spencers sedelära (1889). Fullföljandet av de kritiska tankarna ledde till ett vidsträckt studium av kunskapsteoretiskt intresserade naturforskare, såsom Helmholtz, Dubois-Reymond, Mach med flera. Resultaten av alla dessa forskningar föreligger i Om natursammanhang och frihet (1895) och Hvad innebär en modern ståndpunkt i filosofien? (1898). Den förra avhandlingen betecknar den begynnande frigörelsen från den dogmatiska intellektualismen, den senare visar det fulla genombrottet. Där tar Norström bestämt avsked av Boström. 
Norström finner en annan uppgift för filosofin och hänvisar på ett annat sanningsbegrepp, som får sin uttryckliga formulering i "Hvad är sanning?" (1899), intagen i Tankelinier (1905). Detta sanningsbegrepp kallar Norström pragmatiskt. Men Norströms pragmatism, den kritiska och transcendentala, har ingenting gemensamt med den angloamerikanska, utan är den rena och fulla konsekvensen av Fichtes lära om det praktiska förnuftets primat. Norström har bedrivit djupgående platonska studier, vilkas frukt föreligger i Till Platos idélära (1899), en kritik av den Zellerska uppfattningen och tillika ett intressant och skarpsinnigt nytt uppslag med avseende på Platons lära om förhållandet mellan Gud, idéerna och det godas idé.

## Intryck från Nietzsche
Vid slutet av 1890-talet riktade sig Norströms intresse mot Nietzsche, av vilken han tog starkt intryck av betydelse för den kulturkritik, som senare bildar ena grenen av hans författarskap. I detta sammanhang bör nämnas det otvivelaktiga inflytande Eucken utövat med avseende på uppfattningen av kulturen och religionen. För utbildningen av de kunskapsteoretiska tankarna ha däremot Lange, Otto Liebmann och Rickert varit av större betydelse. Från början av 1900-talet fördelar sig Norströms arbete tydligt på två linjer, en mera populär med huvuduppgiften i kulturkritik och en vetenskaplig med samma uppgift i logik och kunskapslära.

## Norströms litterära produktion
Kulturkritiskt mest betydande är Ellen Keys tredje rike, Radikalismen ännu en gång och Masskultur. Vetenskapligt bör framhållas Den religiösa kunskapen, Till kritiken av sanningsbegreppet - alla de nämnda arbetena utom "Masskultur" är intagna i "Tankelinier", Naturkunskapens självbesinning (1907) samt Religion och tanke (1912), vilket arbete innehåller det dittills mest fulländade uttrycket för Norströms filosofi. Den populärt kulturkritiska och den vetenskapligt kunskapsteoretiska linjen sammanhänger ytterst i det kritiska sanningsbegreppet med dess hänvisning på religionen som all kunskaps och all kulturs yttersta grund. Gentemot den av Ellen Key representerade "radikalismen" framhåller Norström att bara kärleken till något som står över människotillvaron skänker vårt liv, både privat och samhälleligt, en förnuftig mening.

## Hans kulturkritik
Grundtanken i kulturkritiken är att nutidskulturen, såsom en väsentligen kvantitativ "masskultur", har söndersplittrat grundvärdet och därigenom förlorat i halt, vad den vunnit i omfattning. Men behovet av förnyelse känns allt starkare. Nutidskulturen präglas av nedgång och förfall, urartning. I fråga om denna kultur är därför Norström pessimist. Men å andra sidan får vi fatta vårt nuvarande kulturliv som en nödvändig regress till en ny princip för både tänkande och viljande. Vår kultur är ej blott masskultur, utan röjer ett inre väsen i personlighetens kamp för frihet, mot massa, mekanik och själlöshet. 

## Påverkan på filosofiämnet
Norström har i sina strängt vetenskapliga arbeten sökt befria filosofin från redan övervunna problem och sökt ge filosofin förnyelse i frågor och tankar, som springer fram ur livets eget behov av klarhet över sig självt. Denna förnyelse har han kunnat skänka genom att anknyta spekulationen å ena sidan till den kritiska filosofins ursprungskällor hos Kant och Fichte, å den andra till den aktuella forskningen i de särskilda fackvetenskaperna. Filosofin är hos Norström inte längre verklighetsforskning, som resulterar i en världsförklaring, utan kategorivetenskap eller vetenskapsteori. Filosofin vänder sig inte direkt till realiteterna, utan till vetenskaperna. Av dessa finns det tre typer: 1) den naturvetenskapliga, 2) den matematisk-logiska och 3) den historiska. Till någon av dessa hänför sig enligt Norström all kunskap. 
I vetenskaper av den första typen stöder sig tanken på åskådning och leder genom induktion fram till ett erfarenhetssammanhang, som får sitt uttryck i orsakslagen. I vetenskaper av den andra typen är tänkandet relativt frigjort från åskådningen och grundar sammanhanget på identitetslagen. I den tredje typens vetenskaper slutligen anknyter sig tänkandet väsentligen till känslo- och viljelivet, och sammanhanget är ett innehållssammanhang, som dock inte grundar sig på vara, utan på böra. Filosofin återigen är det vetenskapliga arbetets självmedvetande, den inre enheten i allt kunskaps- och tankeliv. Det vetenskapliga medvetandets kritiska självbesinning visar, att all kunskap hör till medlens, icke till ändamålens värld. 
All kunskap står i livets tjänst, och dess högsta uppgift är att ställa medvetandet i negativt förhållande till den givna verkligheten och leda över till det väsentliga livet. Veta har mening och betydelse endast i förhållande till en vilja, och då viljan alltid syftar till det ur någon synpunkt goda, blott i förhållande till en vilja, som vill det goda, det vill säga vill främja livet. Sanningen är ingen kopia av verkligheten, utan en funktion av en transcendental vilja. Verkligheten är därför aldrig något, som vetenskapen närmar sig, rättar sig efter eller åstadkommer, utan är det "omedelbara hela", som utgör all kunskaps såväl ursprung som gräns. 
Vetenskapen förutsätter således å ena sidan en omedelbart föreliggande, osöndrad verklighet såsom en enkel totalitet, å den andra det universella livets absoluta enhet, som upplevs blott i religionen som en känsla. Sanningen har sin mening i förhållande till kultur viljan, men kulturviljan har sin djupaste rot i religionen. Den religiösa vissheten är den vetenskapliga sanningens kärna och därför tillika dess förklaringsgrund.

## Segern över Boström
Norströms framsteg över Boström är väsentligen, att han fattar det absoluta inte som kunskapsobjekt, utan som kunskapsförutsättning, vilken uppenbaras i känslan och blir det ledande grundvärdet. Detta bryter sig i de tre idéerna: det goda, det sanna och det sköna. De är bilder av det ena, outsägliga och överlogiska, under det att Gud är "bild" av det ideella, men likaväl fullt ut "verklig". Hans verklighet är knuten till den givna åskådningsvärldens enhet. Problemet om Gud är: finns det en inre levande och real enhet i historien? Kunskapskällan är vår egen psykiska enhet. För denna enhet, både i dess kunskaps- och viljeliv, är den övergripande enheten transcendental förutsättning. Naturen får sin begriplighet i historien, men Gud är princip för historiens begriplighet. Gud är vardande, kämpande, relativ, knuten till vår värld och hänvisar i sin ordning på idéer, liksom idéerna på den överlogiska enheten. Denna ståndpunkt kan kallas relativistisk teism.

## Norströms betydelse för nutiden
Norström betyder i den svenska filosofins utveckling en ny epok. Han innebär inte bara den avgjorda brytningen med den boströmska skolan och dess dogmatiska intellektualism, utan han har positivt fortskridit på den kritiska väg, som från Kant leder över Fichte. Problemet är där att befria den transcendentala principen från all metafysisk realism genom att göra fullt allvar av läran om det praktiska förnuftets primat. Ingen av våra filosofiska tänkare utövade under det tidiga 1900-talet ett sådant inflytande på den allmänna meningen som Norström. Han hade småningom, fastän skarpt kritiserad och till sin död ännu ganska omstridd, kommit att inta en alltmer uppmärksammad ställning i vår andliga odling. 
Genom honom blev filosofin i Sverige åter en kulturfaktor av allmännare betydelse. Den fick i honom en röst, som tvingar till att ta ställning. Man lyssnar, därför att bilden av en stark och rik personlighet här gör sig gällande, en personlighet, hos vilken övertygelsen går hand i hand med ett outtröttligt och universellt sanningssökande, som råder över en sällsynt förening av andlig frihet, kritiskt skarpsinne och logiskt byggande kraft. För utlandet representerade Norström den svenska filosofin i en ny och självständig gestalt, vilken tilldrog sig allt starkare uppmärksamhet.

## Kuriosa
Norström ligger begraven på Östra kyrkogården, Göteborg, där också en minnesvård restes över honom den 16 december 1924.
Norström var genom båda föräldrarna - som var kusiner med varandra - inte helt avlägset släkt med sin näst närmaste företrädare på stol nummer 18, Johan Henrik Thomander. Norströms farfars mor och mormors mor Greta Stina Meijer var 4-männing med Thomander.